# Okręg Bourg-en-Bresse
Okręg Bourg-en-Bresse (fr. Arrondissement de Bourg-en-Bresse) – okręg we wschodniej Francji. Populacja wynosi 329 tysięcy.

## Podział administracyjny
W skład okręgu wchodzą następujące kantony:
- Bâgé-le-Châtel,
- Bourg-en-Bresse-Est,
- Bourg-en-Bresse-Nord-Centre,
- Bourg-en-Bresse-Sud,
- Ceyzériat,
- Chalamont,
- Châtillon-sur-Chalaronne,
- Coligny,
- Meximieux,
- Miribel,
- Montluel,
- Montrevel-en-Bresse,
- Péronnas,
- Pont-d’Ain,
- Pont-de-Vaux,
- Pont-de-Veyle,
- Reyrieux,
- Saint-Trivier-de-Courtes,
- Saint-Trivier-sur-Moignans,
- Thoissey,
- Treffort-Cuisiat,
- Trévoux,
- Villars-les-Dombes,
- Viriat.